# Єпархія Ораді
Єпархія Ораді (лат. Dioecesis Magnovaradinensis, рум. Eparhia de Oradea Mare) — єпархія Румунської греко-католицької церкви з центром у місті Орадя, Румунія.

## Історія

Територія єпархії знаходиться на північному заході країни

Греко-католицька єпархія Ораді була заснована 23 червня 1777 року для католиків візантійського обряду, які до цього часу підпорядковувалися латинській ієрархії. Спочатку єпархія була суфраганою до архієпархії Естергома, але коли в 1853 році була утворена греко-католицька архієпархія Фаґараша і Альба-Юлії, католики Ораді візантійського обряду були підпорядковані їй.

## Сучасний стан
Єпархія об'єднує парафії на північному заході Румунії. З 1997 року єпархію очолює єпископ Вірджіл Берча. Катедральний собор єпархії — Собор святого Миколая.
За даними на 2016 рік єпархія Ораді нараховувала: 81 000 вірних, 152 парафії і 191 священик.

## Єпископи
- Мелетіе Ковач (1748—1775, як єпископ-помічник римо-католицького єпископа Ораді)
- Мойсей Драґош (23 червня 1777 — 16 квітня 1787)
- Іґнатіе Дарабант, ЧСВВ (30 березня 1789 — 31 жовтня 1805)
- Самуїл Вулкан (23 березня 1807 — 25 грудня 1839)
  - Sede vacante (1839—1843)
- Васіле Ердели (30 січня 1843 — 27 березня 1862)
- Йосіф Поп-Сілаґі (16 березня 1863 — 5 серпня 1873)
- Йоан Олтеану (16 вересня 1873 — 29 листопада 1877)
- Міхали Павел (15 травня 1879 — 1 червня 1902)
- Деметріу Раду (25 червня 1903 — 9 грудня 1920)
- Валеріу Траян Френціу (25 лютого 1922 — 11 липня 1952)
  - Юліу Хірця (1952 — 28 липня 1978) (у підпіллі)
  - Sede vacante (1978—1990)
- Васіле Хоссу (14 березня 1990 — 8 червня 1997)
- Вірджіл Берча (з 8 червня 1997)